# لودویگ کارل کریستین کوخ
لودویگ کارل کریستین کوخ (۸ نوامبر ۱۸۲۵–۱ نوامبر ۱۹۰۷) یک حشره‌شناس و آرخنولوژیست آلمانی بود.
وی در رگنسبورگ آلمان متولد شد و در نورنبرگ آلمان درگذشت. وی در ابتدا در رشته حقوق در شهر نورنبرگ تحصیل کرد، اما سپس به پزشکی و علوم روی آورد. وی از سال ۱۸۵۰ به عنوان پزشک در منطقه وهرد نورنبرگ تمرین کرد.
وی در میان چهار دانشمند تأثیرگذار در مورد حشرات و عنکبوت‌ها در نیمه دوم قرن نوزدهم به حساب می‌آید. وی آثار زیادی دربارهٔ آراکینوئیدهای اروپا، سیبری و استرالیا نوشت. کار وی باعث شهرت جهانی وی به عنوان «عنکبوت کوچ» شد.
گاهی اوقات با پدرش کارل لودویگ کوخ (۱۷۷۸–۱۸۵۷)، یکی دیگر از آرخنولوژیست‌های معروف اشتباه گرفته می‌شود، نام او به‌طور خلاصه ال کوخ در توصیف گونه‌ها است. نام پدرش به اختصار سی ال کوخ است.

## آثار
گل مروارید استرالیا (۱۸۷۱–۱۸۸۳)، کار اصلی او در مورد عنکبوت‌های استرالیایی، به دلیل شروع نابینایی توسط اوگن فون کیزلرلینگ به پایان رسید (Worldcat)

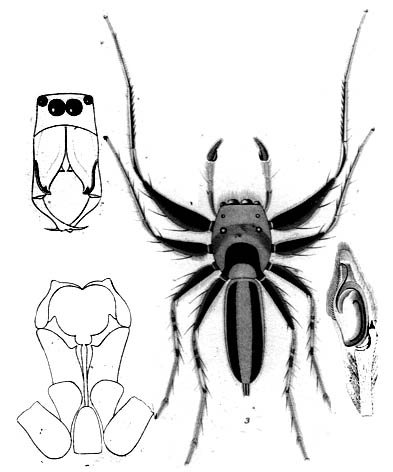
Cosmophasis micarioides L. Koch (ترسیم شده توسط L. Koch 1880)
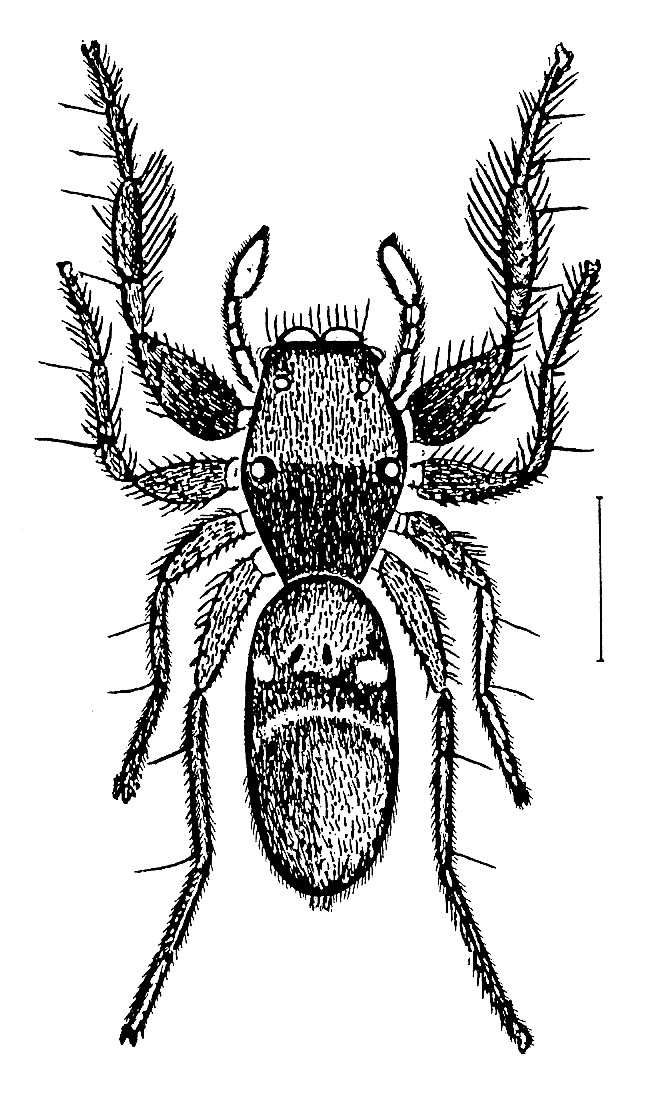
Rhombonotus gracilis (ترسیم شده توسط L. Koch , 1877)